# Seicross
Seicross, in Giappone Sector Zero (セクターゾーン?), è un videogioco arcade sviluppato e pubblicato da Nichibutsu nel 1984. Il videogioco è stato convertito per Nintendo Entertainment System e successivamente distribuito per Wii e Wii U tramite Virtual Console.